# Gallatin (rzeka)
Gallatin (ang. Gallatin River) – rzeka przepływająca przez stany Wyoming i Montana w Stanach Zjednoczonych. Długość około 193 km. Źródło w Parku Yellowstone w północno-wschodnim Wyoming. Łącząc się z rzekami Jefferson i Madison w Missouri Headwaters State Park w pobliżu miasta Three Forks w stanie Montana, tworzy oficjalny początek rzeki Missouri. Nazwa rzeki pochodzi od nazwiska Alberta Gallatin, XIX-wiecznego polityka. Rzeka tworzy 110 km kanion pomiędzy pasmami górskimi Madison Range i Gallatin Range.